# Robert Käslin

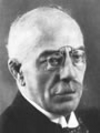
Robert Käslin

Robert Käslin (* 14. November 1871 in Aarau; † 3. Juli 1934 in Bern; heimatberechtigt in Beckenried) war ein Schweizer Jurist. Er war Mitglied der FDP und von 1925 bis 1934 Bundeskanzler.

## Biografie
Der Sohn des Dirigenten, Chorleiters und Komponisten Eusebius Käslin sowie Bruder des Schriftstellers Hans Käslin absolvierte die Schulen in Aarau, zuletzt bis 1892 die Kantonsschule. Anschliessend studierte er Recht an den Universitäten Bern, München und Heidelberg. Nach seiner Promotion erhielt er das Anwaltspatent des Kantons Aargau und war ab 1900 als Gerichtsschreiber am Bezirksgericht Baden tätig, zeitweise auch als Redaktor des Aargauer Tagblatts.
1902 trat Käslin in die Bundesverwaltung ein und war bis 1911 Adjunkt im Justiz- und Polizeidepartement. Von 1912 bis 1914 amtierte er als Sekretär der zweiten Expertenkommission für das Strafgesetzbuch. 1914 wechselte er in die Polizeiabteilung des Justiz- und Polizeidepartements, die er ab 1918 leitete. 1919 wählte ihn der Bundesrat zum Vizekanzler deutscher Sprache.
Nach dem unerwarteten Tod von Bundeskanzler Adolf von Steiger wurde Käslin von der Bundesversammlung oppositionslos zu dessen Nachfolger gewählt. Da die Katholisch-Konservative Volkspartei seit 1919 über einen zweiten Bundesratssitz verfügte, verzichtete sie diesmal auf eine Gegenkandidatur. Im Bereich der Staatsgeschäfte gilt Käslin als Pionier der Öffentlichkeitsarbeit, da er als erster Chef der Bundeskanzlei regelmässige Besprechungen mit der Presse organisierte. Im März 1934 musste er aus gesundheitlichen Gründen zurücktreten, drei Monate später erlag er einem Herzleiden.